# Caprinae
Los caprinos (Caprinae) son una subfamilia de mamíferos artiodáctilos de la familia Bovidae e incluye a una serie de géneros y especies de Capra y Ovis.

## Características
Aunque la mayoría de los antílopes de cabra son  gregarios y tienen constitución bastante robusta, divergen de muchas otras maneras, como por ejemplo: 
- El buey almizclero (Ovibos moschatus) se adapta al frío extremo de la tundra.
- La cabra de las Montañas Rocosas (Oreamnos americanus) de América del Norte está especializada en terrenos muy accidentados.
- El urial (Ovis orientalis) ocupa un área en gran parte infértil desde Cachemira hasta Irán , incluyendo muchos países desérticos.

Se cree que el muflón europeo (Ovis musimon) es el antepasado de la oveja doméstica moderna (Ovis aries).
Muchas especies se han extinguido desde la última edad de hielo, probablemente en gran parte debido a la interacción humana. De los sobrevivientes:
- Cinco están clasificados como en peligro de extinción,
- Ocho como vulnerable,
- Siete como preocupación y necesidad de medidas de conservación, pero con menor riesgo,
- Siete especies no están en peligro.

Los miembros del grupo varían considerablemente en tamaño, desde poco más de 1 m (3 pies) de largo para un goral grisadulto (Nemorhaedus goral), hasta casi 2,5 m (8 pies 2 in) de largo para un buey almizclero, y desde abajo 30 kg (66 lb) a más de 350 kg (770 lb). Los bueyes almizcleros en cautiverio han alcanzado más de 650 kg (1,430 lb).
Los estilos de vida de los caprinos se dividen en dos grandes clases:
- Defensores de los recursos, que son territoriales y defienden un área pequeña y rica en alimentos contra otros miembros de la misma especie.
- Pastadores, que se reúnen en manadas y deambulan libremente en un área más grande, generalmente infértil.

Los defensores de los recursos son el grupo más primitivo: tienden a ser más pequeños en tamaño, de color oscuro, los machos y las hembras son bastante parecidos, tienen orejas largas y borlas, melenas largas y cuernos en forma de daga. 
Los pastadores evolucionaron más recientemente. Tienden a ser más grandes, altamente sociales, y en lugar de marcar el territorio con glándulas odoríferas, tienen comportamientos de dominación altamente evolucionados. Ninguna línea nítida divide a los grupos, pero un continuo varía de los sementales en un extremo del espectro a las ovejas, cabras verdaderas y bueyes almizcleros en el otro.

## Evolución
El grupo caprino-antílope, o cápridos, es conocido ya en el Mioceno (por ejemplo Palaeoreas lindermayeri) cuando los miembros del grupo se parecían a los antílopes modernos en su forma corporal general. [1] El grupo no alcanzó su mayor diversidad hasta las glaciaciones recientes, cuando muchos de sus miembros se especializaron en ambientes marginales, a menudo extremos: montañas, desiertos y la región subártica.
Se cree que los antepasados de las ovejas y cabras modernas (ambos términos bastante vagos y mal definidos) se han trasladado a regiones montañosas: las ovejas se han convertido en ocupantes especializados de las estribaciones y planicies cercanas, y dependen de la huida, y cabras que se adaptan a terrenos muy empinados donde los depredadores están en desventaja.

## Clasificación
Según Mammal Species of the World la familia Caprinae está integrado por los géneros y especies que se listan a continuación. Se incluye las especies Capra cylindricornis y Capra aegagrus reconocidas por la UICN:
- Ammotragus Blyth, 1840.
  - Ammotragus lervia (Pallas, 1777)

- Budorcas Hodgson, 1850.
  - Budorcas taxicolor Hodgson, 1850

- Capra Linnaeus, 1758 
  - Capra aegagrus Erxleben, 1777[2]
  - Capra caucasica Güldenstädt & Pallas, 1783[3]
  - Capra cylindricornis Blyth, 1841
  - Capra falconeri Wagner, 1839
  - Capra hircus Linnaeus, 1758 (sinónimo de Capra aegagrus hircus)
  - Capra ibex Linnaeus, 1758
  - Capra nubiana F. Cuvier, 1825
  - Capra pyrenaica Schinz, 1838
  - Capra sibirica Pallas, 1776
  - Capra walie Rüppell, 1835

- Capricornis Ogilby, 1836
  - Capricornis crispus Temminck, 1836
  - Capricornis milneedwardsii David, 1869
  - Capricornis rubidus Blyth, 1863
  - Capricornis sumatraensis Bechstein, 1799
  - Capricornis swinhoei Gray, 1862
  - Capricornis thar Hodgson, 1831

- Hemitragus Hodgson, 1841 
  - Hemitragus hylocrius Ogilby, 1838
  - Hemitragus jayakari Thomas, 1894
  - Hemitragus jemlahicus H. Smith, 1826

- Naemorhedus Hamilton Smith, 1827 
  - Naemorhedus baileyi Pocock, 1914
  - Naemorhedus caudatus Milne-Edwards, 1867
  - Naemorhedus goral Hardwicke, 1825
  - Naemorhedus griseus Milne-Edwards, 1871

- Oreamnos Rafinesque, 1817.
  - Oreamnos americanus Blainville, 1816

- Ovibos Blainville, 1816.
  - Ovibos moschatus Zimmermann, 1780

- Ovis Linnaeus, 1758 
  - Ovis ammon Linnaeus, 1758
  - Ovis orientalis Linnaeus, 1758
  - Ovis canadensis Shaw, 1804
  - Ovis dalli Nelson, 1884
  - Ovis nivicola Eschscholtz, 1829

- Pseudois Hodgson, 1846 
  - Pseudois nayaur Hodgson, 1833
  - Pseudois schaeferi Haltenorth, 1963

- Rupicapra Blainville, 1816
  - Rupicapra pyrenaica Bonaparte, 1845
  - Rupicapra rupicapra Linnaeus, 1758

## Géneros extintos
Se reconocen los siguientes:
- †Benicerus
- †Boopsis
- †Bootherium
- †Capraoryx
- †Caprotragoides
- †Criotherium
- †Damalavus
- †Euceratherium
- †Gallogoral
- †Lyrocerus
- †Makapania
- †Megalovis
- †Mesembriacerus
- †Myotragus
- †Neotragocerus
- †Nesogoral
- †Norbertia
- †Numidocapra
- †Oioceros
- †Olonbulukia
- †Pachygazella
- †Pachytragus
- †Palaeoreas
- †Palaeoryx
- †Paraprotoryx
- †Parapseudotragus
- †Parurmiatherium
- †Praeovibos
- †Procamptoceras
- †Prosinotragus
- †Protoryx
- †Pseudotragus
- †Samotragus
- †Shaanxispira Liu, Li & Zhai, 1978
- †Sinocapra
- †Sinomegoceros
- †Sinopalaeoceros
- †Sinotragus
- †Sivacapra
- †Soergelia
- †Sporadotragus
- †Symbos
- †Tethytragus
- †Tossunnoria
- †Tsaidamotherium
- †Turcocerus
- †Urmiatherium